# Rubintorkú sarkantyúspityer
A rubintorkú sarkantyúspityer (Macronyx ameliae) a madarak osztályának verébalakúak (Passeriformes) rendjébe és a billegetőfélék (Motacillidae) családjába tartozó faj.

## Rendszerezése
A fajt Leonce de Tarragon  írta le -ban.

## Előfordulása
Angola, Botswana, a Kongói Demokratikus Köztársaság, Kenya, Malawi, Mozambik, Namíbia, a Dél-afrikai Köztársaság, Tanzánia, Zambia és Zimbabwe területén honos.
Természetes élőhelyei a szubtrópusi és trópusi gyepek, valamint elárasztott mezőgazdasági területek. Állandó, nem vonuló faj.

## Megjelenése
Testhossza 20 centiméter.
|  |

## Természetvédelmi helyzete
Az elterjedési területe rendkívül nagy, egyedszáma ugyan csökken, de még nem éri el a kritikus szintet. A Természetvédelmi Világszövetség Vörös listáján nem fenyegetett fajként szerepel.